# Atletismo nos Jogos Pan-Americanos de 1963 - 10000 m masculino
A prova dos 10000 m masculino nos Jogos Pan-Americanos de 1963 foi realizada em São Paulo, Brasil.

## Medalhistas
| Ouro                             | Prata                        | Bronze                    |
| Peter McArdle USA Estados Unidos | Osvaldo Suárez ARG Argentina | Eligio Galicia MEX México |

## Resultados
| Posição           | Nome            | Nacionalidade      | Tempo    | Notas |
| ----------------- | --------------- | ------------------ | -------- | ----- |
| Medalha de ouro   | Peter McArdle   | USA Estados Unidos | 20:52.22 |       |
| Medalha de prata  | Osvaldo Suárez  | ARG Argentina      | 30:26.56 |       |
| Medalha de bronze | Eligio Galicia  | MEX México         | 30:27.90 |       |
| 4                 | John Gutknecht  | USA Estados Unidos | 30:33.90 |       |
| 5                 | Doug Kyle       | CAN Canadá         | 31:47.39 |       |
| 6                 | Ricardo Vidal   | CHI Chile          | 31:54.57 |       |
| 7                 | João dos Santos | BRA Brasil         | 32:22.41 |       |